# Berzáska
Berzáska (rumunsky Berzasca, německy Bersaska, dříve Berg Saska, maďarsky Berszászka, srbsky Брзаска) je středisková obec v župě Karaš-Severin v rumunské části Banátu. Obec byla založena v roce 1692 a po roce 1873 ji začali osidlovat také Češi, v Rumunsku tzv. Pémové. Spadají pod ní kromě jí samotné vesnice Bígr, Kozla, Drencova a Lubková. Obec má 2848 obyvatel (2011), samotná vesnice 1490 obyvatel (2002).

## Galerie

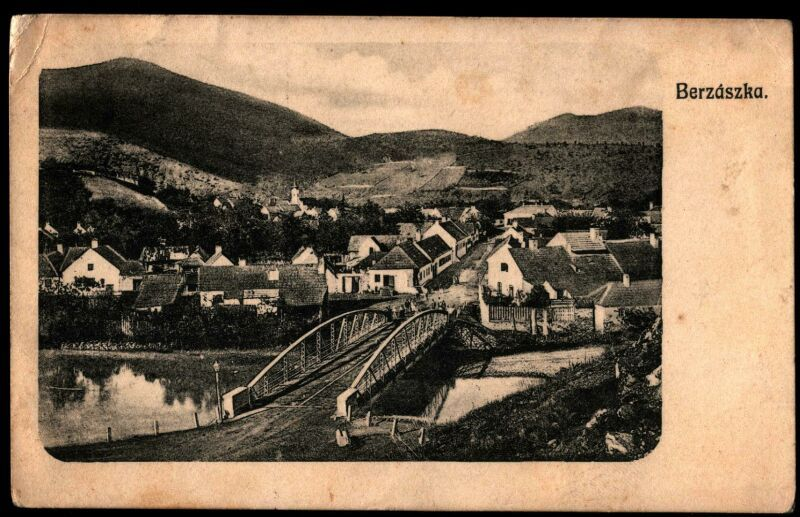
Berzáska na pohlednici z 19. století
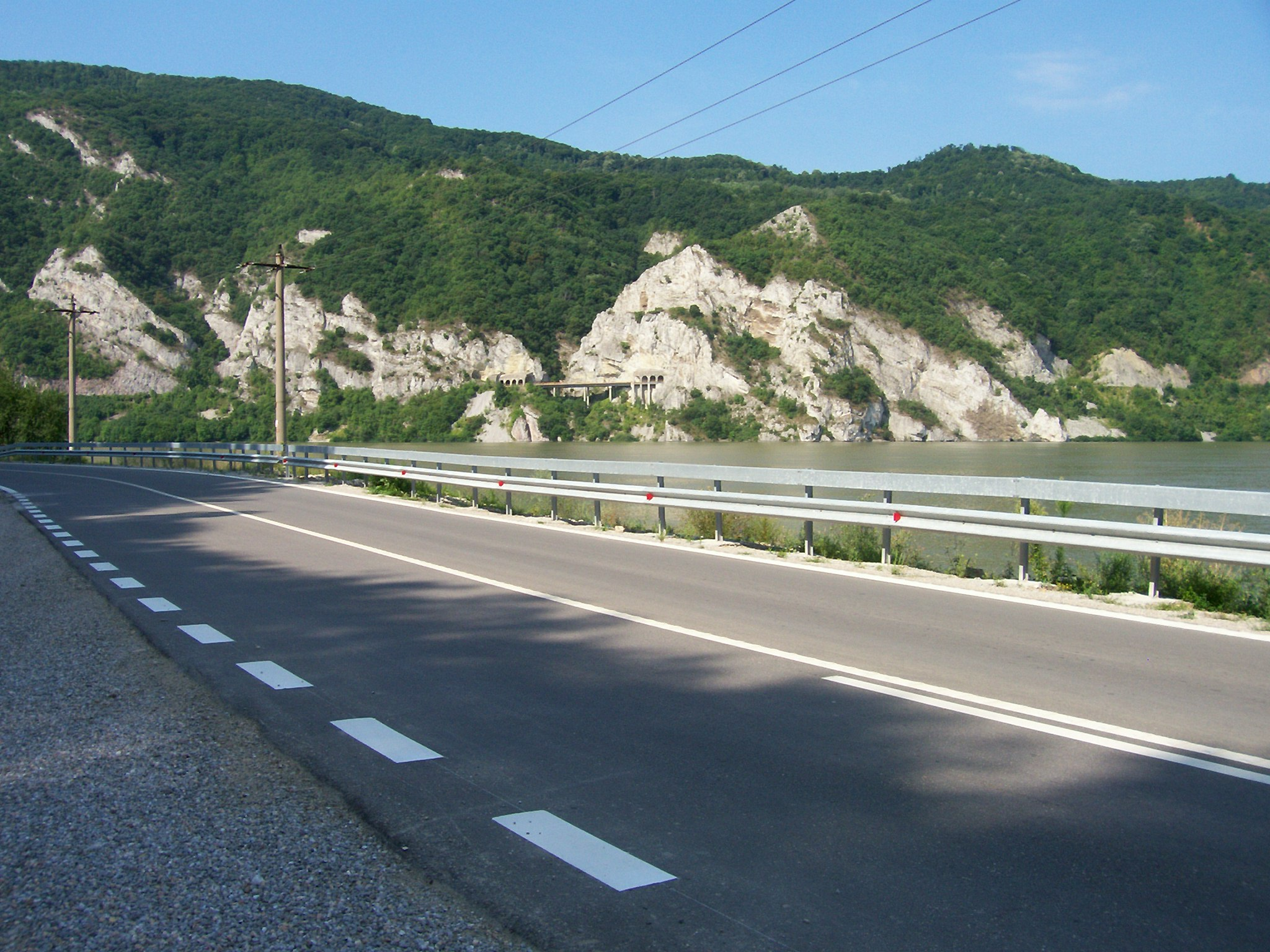
Dunaj u Berzásky
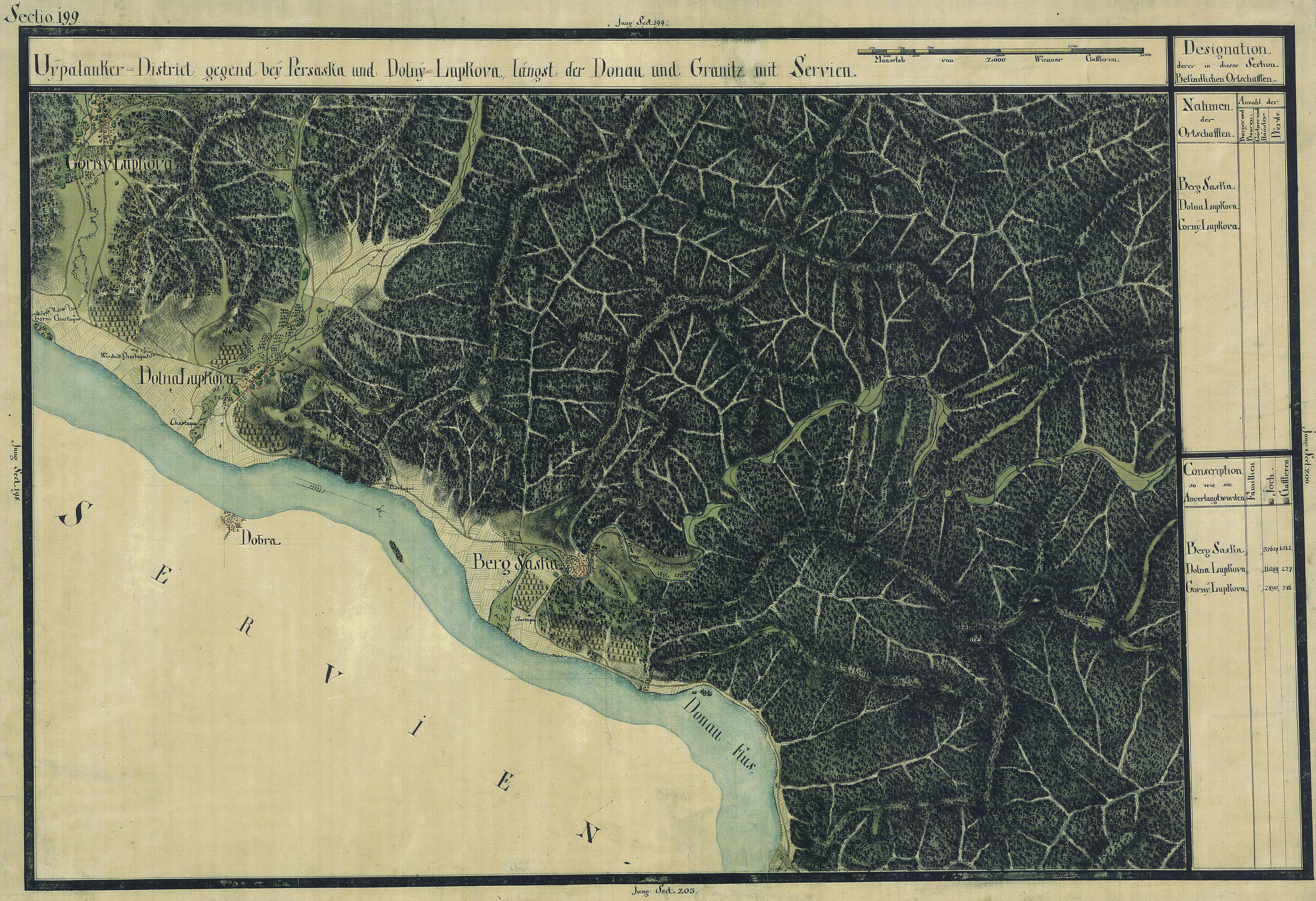
Berzáska na Josefínském mapování